# Saujil
Saujil è una città dell'Argentina, appartenente alla provincia di Catamarca, situata nella parte occidentale della provincia.